# Ikea Kungens Kurva

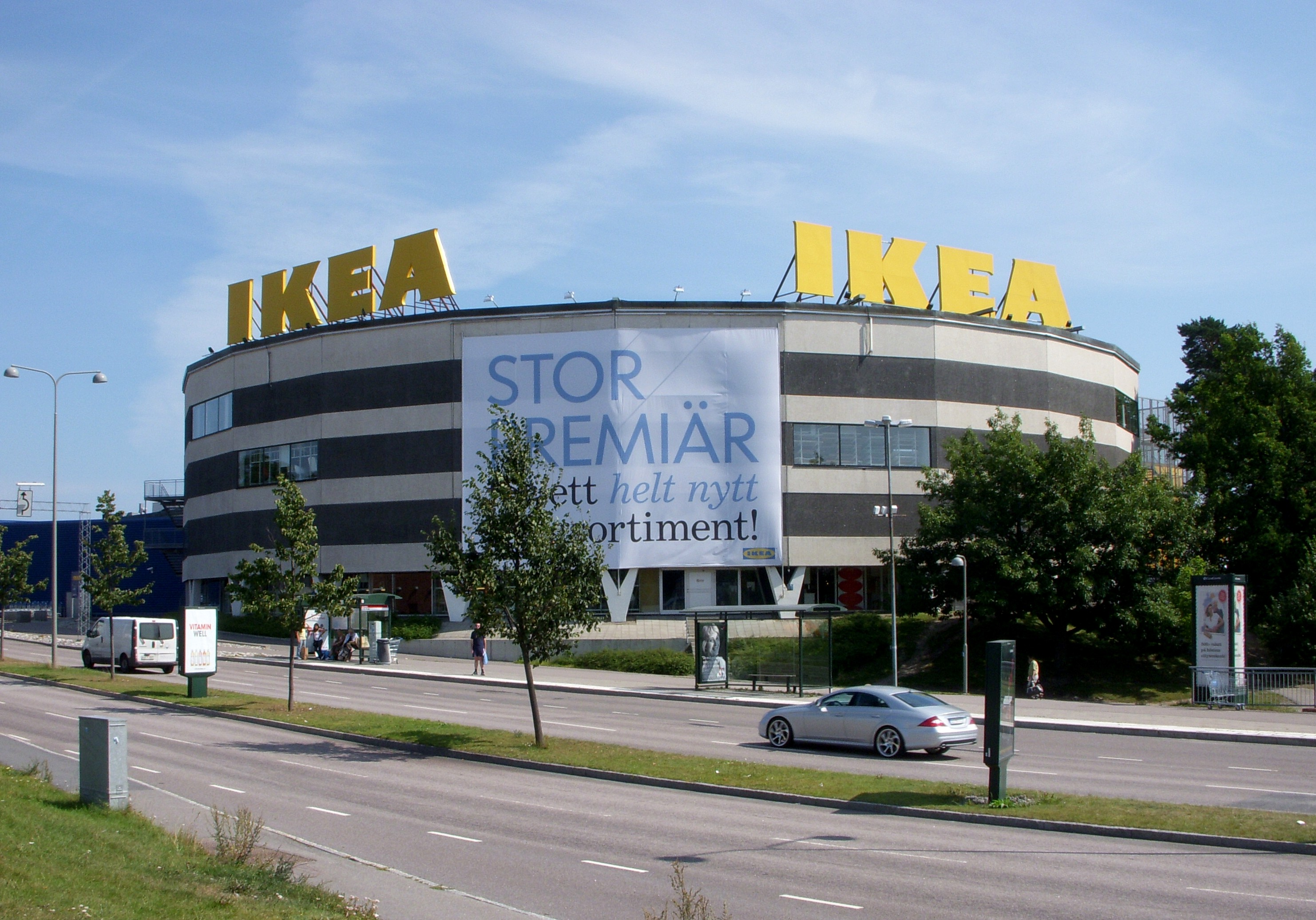
Le magasin Ikea de Kungens Kurva, en 2009.

Le Ikea Kungens Kurva est un magasin du fabricant de meubles suédois Ikea, situé dans le parc d'activité commerciale Kungens Kurva, dans la banlieue de Stockholm, en Suède. Inauguré le 18 juin 1965, il est le premier grand magasin de ce type au monde, et le deuxième de l'enseigne  après l'ouverture de celui de la ville d'Älmhult en 1953. Ce concept servira de modèle lors de l'implantation d'autres magasins Ikea en Suède et dans le monde.
Après des travaux d'agrandissement au début des années 2000, il devient, avec une surface totale de 55 200 mètres carrés, le plus grand Ikea du monde, le deuxième étant le magasin Ikea de Pudong, à Shanghai, en Chine.